# Trabecul
Trabecule (lat. trabecula) reprezintă prelungiri interne ale tunicii albuginea care formează pereți conjunctivi ce compartimentează țesutul erectil al penisului, clitorisului și bulbului vestibular în camere cavernoase. Aceste formațiuni reprezintă elementele interne ale corpurilor cavernoase și spongioase la bărbat și femeie. Trabeculele sunt alcătuite din țesut conjunctiv, elastic, fibre musculare netede, artere (inclusiv artere helicine) și nervi.
Trabeculele formează cavități, cu pereți tapetați cu endoteliu, asemănător cu cel al vaselor sanguine, care se umplu cu sânge în timpul excitației sexuale. Datorită structurii sale, trabelculele sunt adaptate pentru comprimarea cavernelor în timpul repausului și pentru dilatare bruscă în timpul erecției.
Trabeculele corpurilor spongioase (bulb vestibular, bulbul penisului, gland) au structură asemănătoare cu cei ai corpurilor cavernoase (clitoris, corpii penisului), cu deosebiri în dimensiuni: în primul caz, fiind mai subțiri, iar spațiile cavernoase mai mici.